# Malta ai Giochi della XIV Olimpiade
Malta partecipò ai Giochi della XIV Olimpiade, svoltisi a Londra, dal 20 luglio al 14 agosto 1948,
con una delegazione di un atleta, Nestor Jacona,
senza aggiudicarsi medaglie.

## Risultati

### Atletica leggera
Maschile
Eventi su pista e strada
| Atleta        | Evento | Batterie  | Batterie | Quarti di finale | Quarti di finale | Semifinale      | Semifinale      | FInale          | FInale          |
| Atleta        | Evento | Risultato | Posiz.   | RIsultato        | Posiz.           | Risultato       | Posiz.          | Risultato       | Posiz-          |
| ------------- | ------ | --------- | -------- | ---------------- | ---------------- | --------------- | --------------- | --------------- | --------------- |
| Nestor Jacono | 100 m  | 11''3     | 5        | non qualificato  | non qualificato  | non qualificato | non qualificato | non qualificato | non qualificato |